# 聖地牙哥諾努阿爾科
聖地牙哥諾努阿爾科（西班牙語：Santiago Nonualco），是薩爾瓦多的城鎮，位於該國南部，由拉巴斯省負責管轄，面積121.51平方公里，海拔高度122米，2007年人口39,887，人口密度每平方公里328.26人。
13°31′N 88°57′W / 13.517°N 88.950°W